# Trichochermes insleyae
Trichochermes insleyae är en insektsart som beskrevs av Capener 1973. Trichochermes insleyae ingår i släktet Trichochermes och familjen spetsbladloppor. Inga underarter finns listade i Catalogue of Life.